# Indian Wild Ass Sanctuary
Het Indian Wild Ass Sanctuary is een beschermd natuurgebied in de Rann van Kutch, in de Indiase staat Gujarat met een oppervlakte 4954 km². Het park werd in 1972 opgericht als een van de laatste bastions van de bedreigde Indische wilde ezel, een zuidelijke ondersoort van de onager.

## Geografie
De Rann van Kutch is een woestijn. Tijdens de moesson overstroomt de Rann (Gujarati voor woestijn) voor een periode van ongeveer een maand en is bezaaid met ongeveer 74 verhoogde plateaus of eilanden, plaatselijk 'bets' genoemd. Deze bets zijn bedekt met gras en voeden de populatie van ongeveer 2100 dieren.

## Fauna
Het reservaat is ook een habitat voor vele andere inheemse diersoorten en trekvogels. Volgens gegevens die zijn ingediend bij het Werelderfgoedcentrum van UNESCO, omvat de rijke biodiversiteit van het reservaat onder andere:
- meer dan 30 (onder)soorten zoogdieren uit negen ordes;
- minstens 70.000 individuele vogelnesten en -paren;
- minstens 30 soorten reptielen, waaronder twee soorten schildpadden, 14 soorten hagedissen, 12 soorten slangen en de moeraskrokodil;
- vier soorten amfibieën;
- en ongeveer 90 soorten ongewervelden: 25 soorten zoöplankton, een soort ringworm, vier soorten kreeftachtigen, 24 soorten insecten, 12 soorten weekdieren, en 27 soorten spinachtigen.

## Bedreigingen
De grootste bedreiging voor het reservaat is de illegale zoutwinning uit zoutpannen in het gebied. 25% van de zoutvoorraad van India is afkomstig van het pannen in het gebied.

## Biosfeerreservaat - Werelderfgoed
Het reservaat werd door het Forest Department genomineerd als biosfeerreservaat. Dit zijn gebieden met terrestrische en kustecosystemen die internationaal erkend zijn in het kader van het Mens- en Biosfeerprogramma van UNESCO. Het doel van het programma is om zich te richten op het behoud van de biodiversiteit en op onderzoek, monitoring en het aanbieden van modellen voor duurzame ontwikkeling. Het voorstel is opgestuurd naar en opgenomen in de lijst van UNESCO.

## Wildreservaten en reservaten van de Kutch
Vanuit de stad Bhuj kunnen verschillende ecologisch rijke en beschermde natuurgebieden van het district Kutch worden bezocht, zoals Indian Wild Ass Sanctuary, Kutch Desert Wildlife Sanctuary, Narayan Sarovar Sanctuary, Kutch Bustard Sanctuary, Banni Grasslands Reserve en Chari-Dhand Wetland Conservation Reserve.

## Galerij

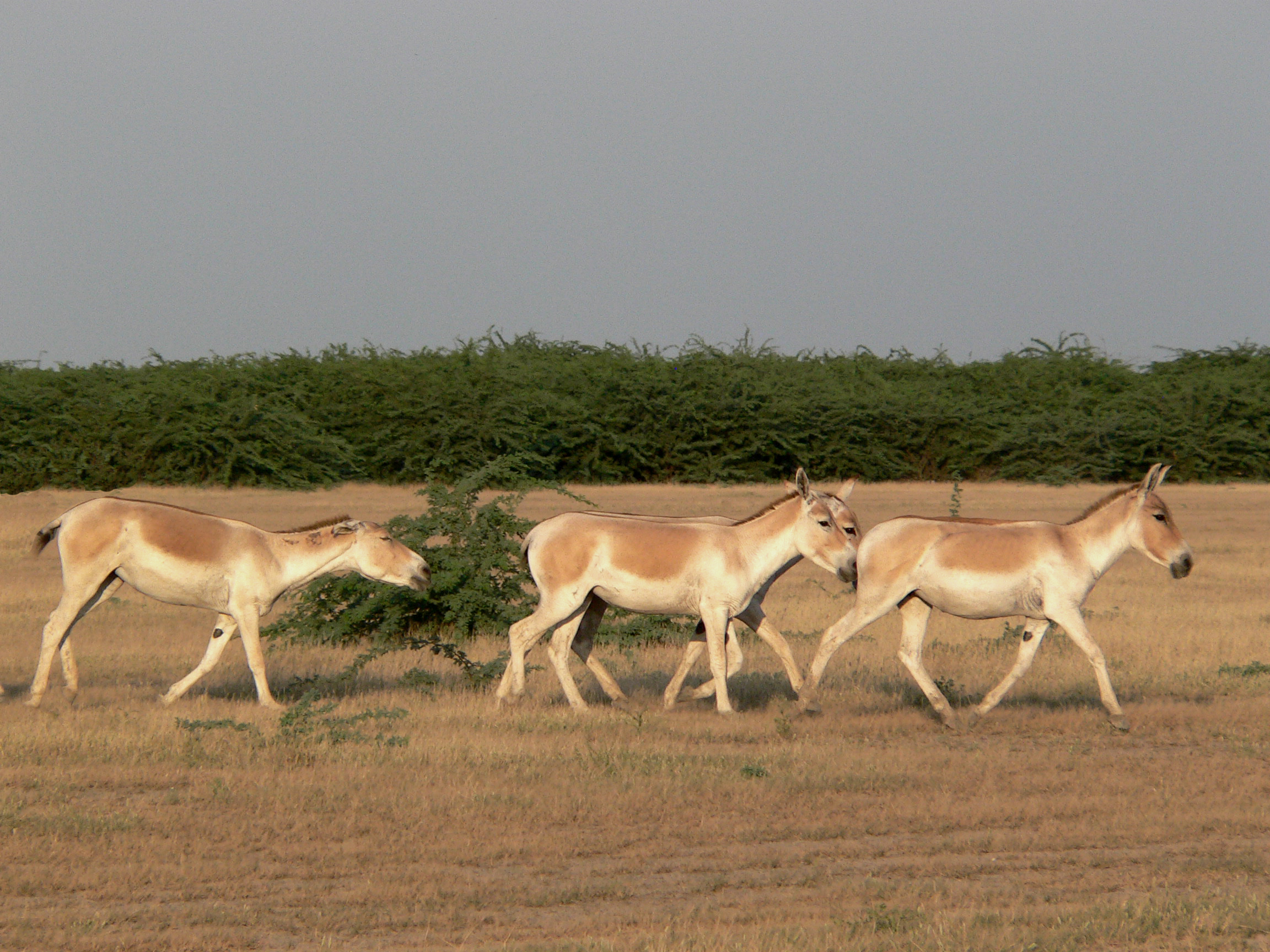
Een groep vrouwelijke Indische wilde ezels
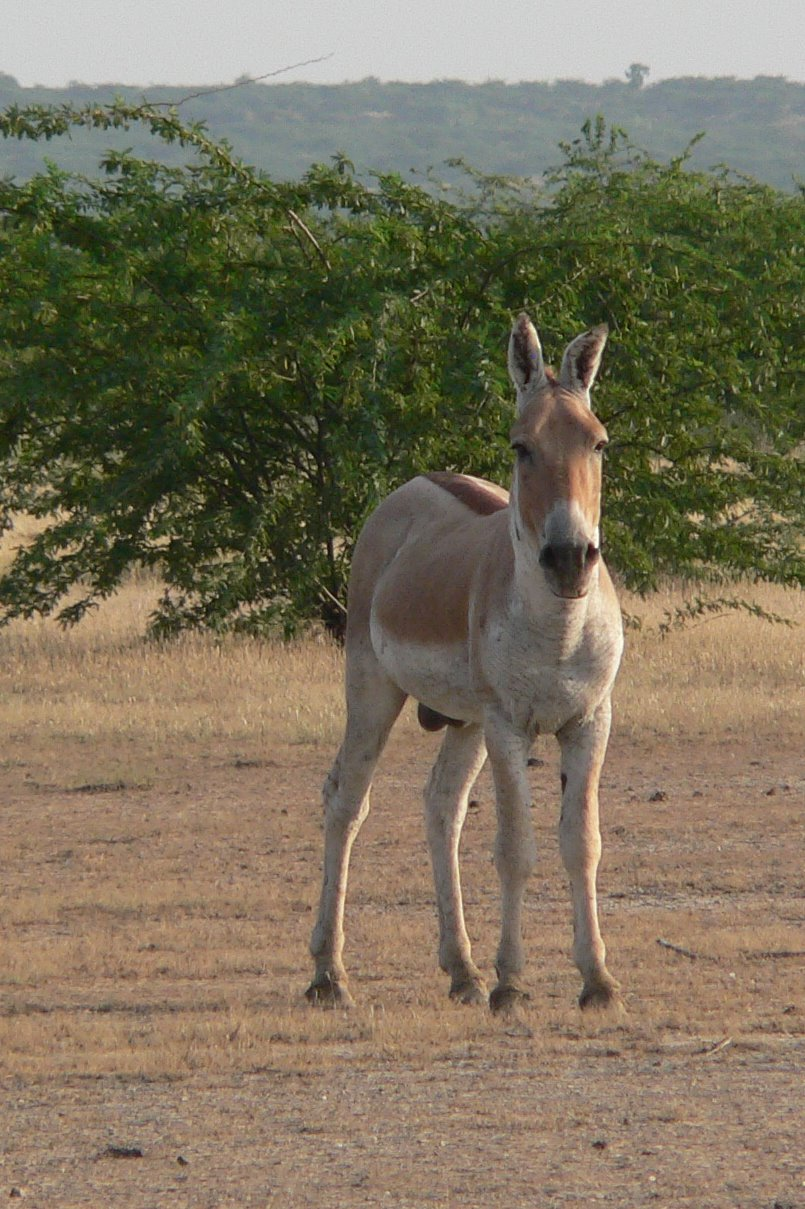
Alfamannetje Indische wilde ezel
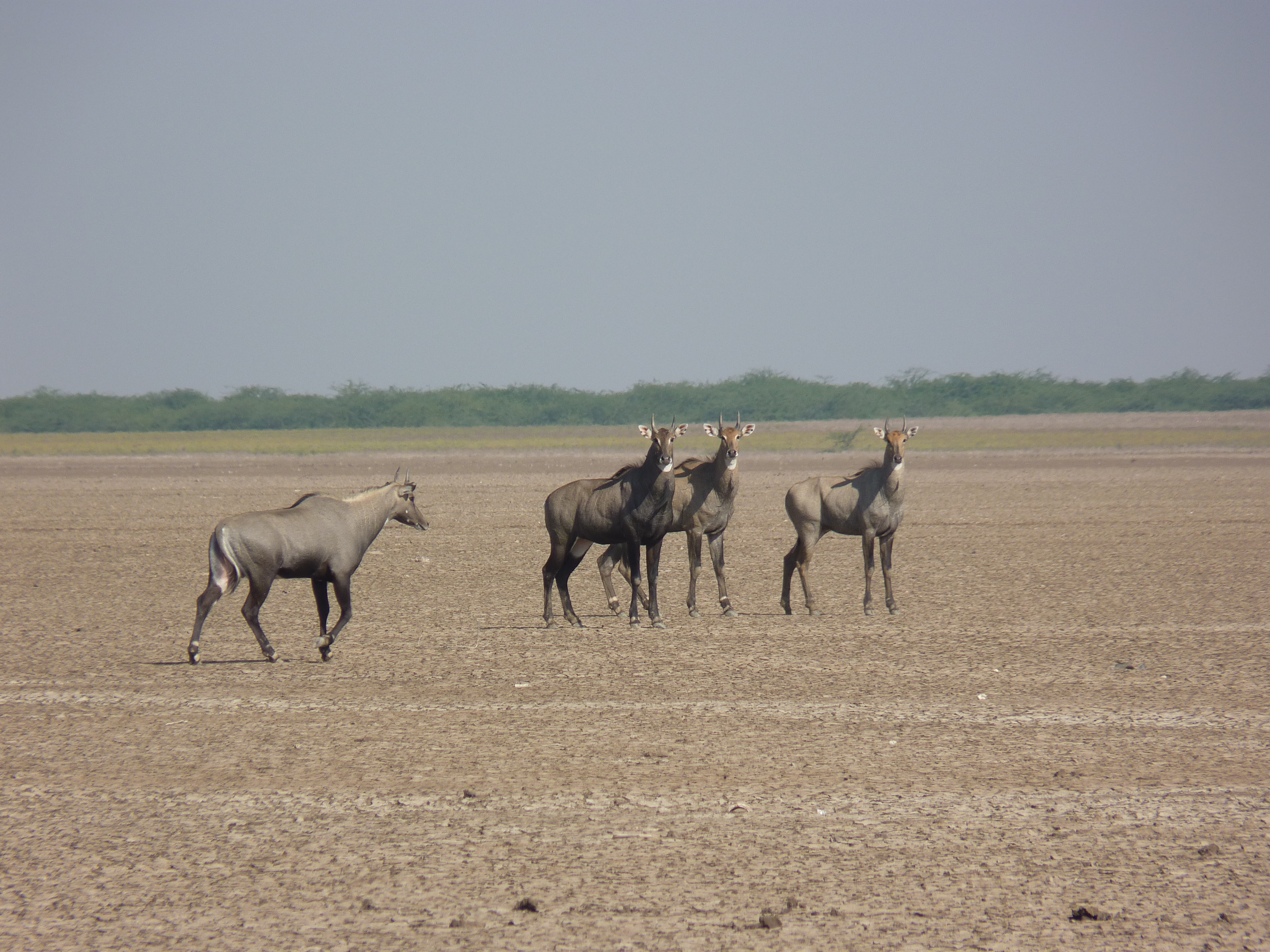
Nijlgau-kudde in het Indian Wild Ass Sanctuary.
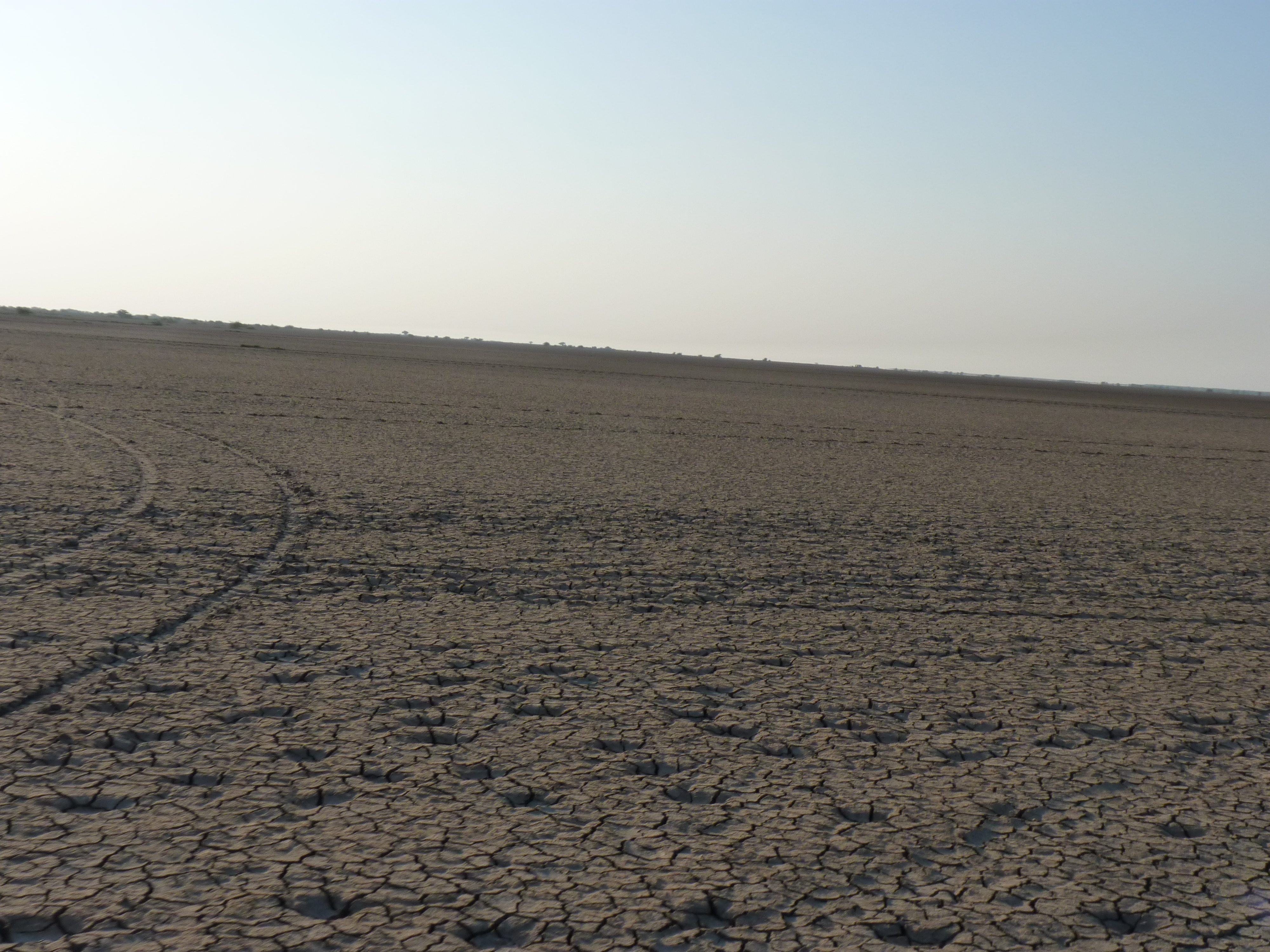
Landschap van het Indian Wild Ass Sanctuary.
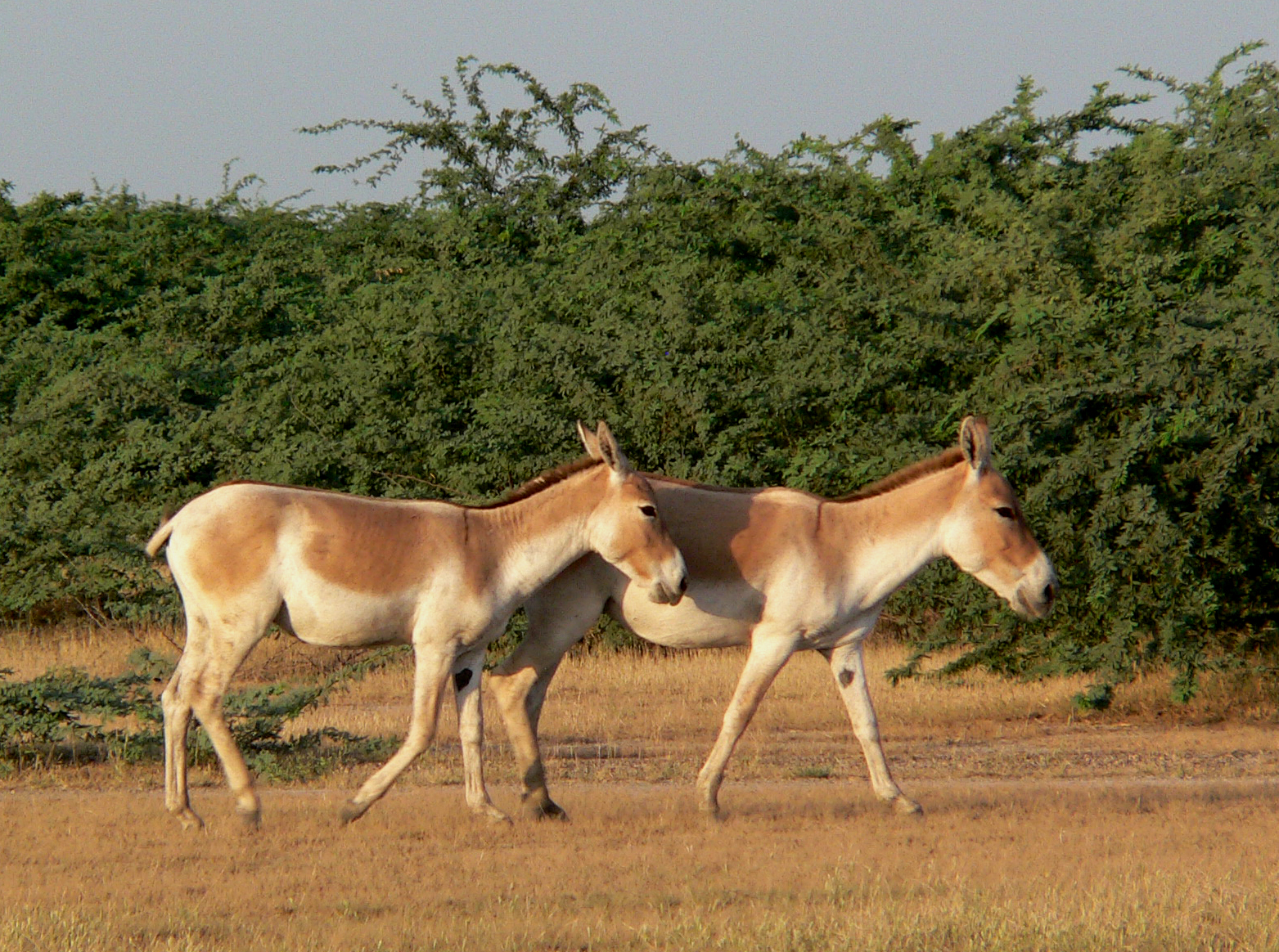
Indische wilde ezels.